# ببا
ببا نام شهر و شهرستانی در استان بنی‌سویف مصر است. 